# ميون (مدينة)
ميون (بالصينية المبسطة: 密云 区؛ بالصينية التقليدية: 密雲 區) هي محافظة في الصين تابعة إلى إقليم بكين. يبلغ عدد سكانها 460800 نسمة و ذلك حسب إحصائيات سنة 2010. تبلغ مساحتها 2227 كم².

## وصلات خارجية
- الموقع الرسمي